# Малий Врх-при-Прежганю
Малий Врх-при-Прежганю (словен. Mali Vrh pri Prežganju) — поселення в общині Любляна, Осреднєсловенський регіон, Словенія. Висота над рівнем моря: 665,6 м.